# Ole Nydahl

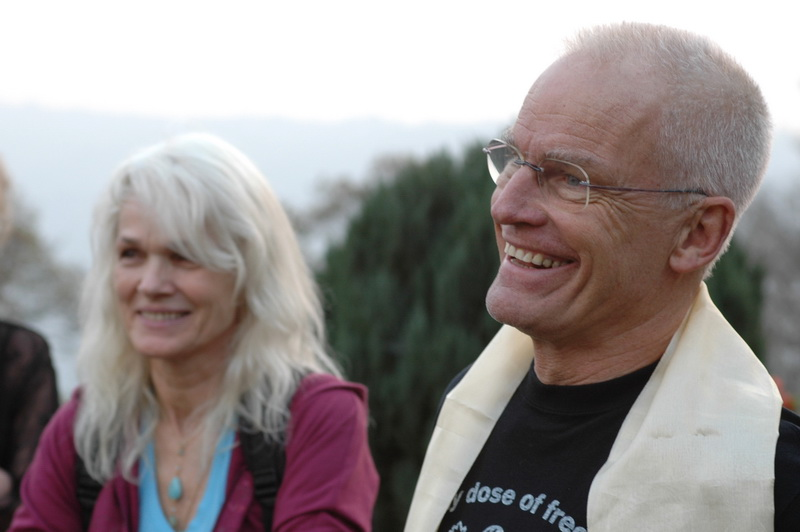
Ole und Hannah Nydahl (2006)

Ole Nydahl (* 19. März 1941 nahe Kopenhagen, Dänemark), auch bekannt als Lama Ole, ist ein Lama und ein Vertreter des Vajrayana-Buddhismus, im Speziellen der im Westen hauptsächlich mit Nydahl in Verbindung gebrachten Schule des Diamantweg-Buddhismus. Er repräsentiert Lehren der tibetischen Karma-Kagyü-Schule nach Thaye Dorje. Der Diamantweg gehört der Kagyü-Schule an, die eine der vier Hauptrichtungen des tibetischen Buddhismus ist. Der Diamantweg richtet sich vornehmlich an Interessenten aus dem Westen und spielt in traditionell buddhistischen Ländern kaum eine Rolle.

## Erste Begegnung mit buddhistischen Lehrern
Ole Nydahl wuchs in Dänemark auf, studierte von 1960 bis 1969 Englisch, Deutsch und Philosophie in Kopenhagen und einige Semester auch in Tübingen und München. Er bestand das Philosophicum mit Bestnote und begann eine Doktorarbeit über „Aldous Huxley und die glückbringende Vision“, ohne sie abzuschließen.
1966 lernte Ole Nydahl seine 2007 verstorbene Frau Hannah kennen. Auf der Suche nach bewusstseinserweiternden Erfahrungen nahmen sie eine Zeitlang unterschiedliche Drogen und schmuggelten Haschisch aus dem Nahen Osten. 1969 wurde das Paar wegen Drogenschmuggels verhaftet. Die Zeit der Untersuchungshaft nutzte er zur Meditation. 1970 beschloss Nydahl, keinerlei Drogen mehr zu nehmen. Das Paar war zu dem Schluss gekommen, dass die Drogen ihre Meditationserfahrungen beeinträchtigten; außerdem waren viele ihrer damaligen Freunde durch Drogenkonsum gestorben. Daher rät Nydahl seinen Schülern von Drogen ab.
Die Hochzeitsreise führte das Paar 1968 nach Nepal. Dort begegneten sie dem Drukpa-Siddha Lopön Tsechu Rinpoche. 1969 reisten sie zum zweiten Mal in das Land und nahmen in Kathmandu an der vom 16. Karmapa abgehaltenen Kronzeremonie teil.

## Buddhistische Ausbildung
Nachdem die Britin Freda Bedi 1960 die erste westliche Schülerin des 16. Karmapa geworden war und nachdem der 16. Karmapa sie und eine andere Britin, Diane Perry, die später als Tenzin Palmo bekannt wurde, in den Jahren 1966 und 1967 ordiniert hatte, wurden neun Jahre nach Freda Bedi auch Ole und Hannah Nydahl zu westlichen Schülern des 16. Karmapa Rangjung Rigpe Dorje, des vorherigen Linienhalters der Karma-Kagyü-Schule, zu dem sie ein enges Verhältnis entwickelten. Sie lernten und meditierten über drei Jahre bei ihm. In dieser Zeit wurden sie auch von weiteren Kagyü-Lehrern wie Kalu Rinpoche, Künzig Shamar Rinpoche, Jamgön Kongtrul Karma Lodrö Chökyi Sengge, Situ Rinpoche und anderen unterrichtet. Beide wurden auch Schüler von Lopön Tsechu Rinpoche und Künzig Shamar Rinpoche. Shamar Rinpoche beschreibt dies in einem Brief von 2012: „… Karmapa taught them Dharma and requested Tenga Rinpoche to assist. Even though I was very young, I also gave them instructions such as explanations on Gampopa’s Jewel Ornament of Liberation. Karmapa asked them to do the four Foundational Practices and later the Guru Yoga on the 8th Karmapa meditation in four stages.“ Ole Nydahl hat keine traditionelle klösterliche Ausbildung und auch kein 3-Jahres-Retreat durchgeführt, das Lamas der Karma-Kagyü-Linie üblicherweise absolvieren. Vielmehr folgte Nydahl den Anweisungen seines Hauptlehrers Karmapa, die ihn auf seine künftige Lehrtätigkeit im Westen vorbereiteten. Shamarpa fasst Nydahls Ausbildung folgendermaßen zusammen: „His qualifications are these: He has been a close, personal disciple of H.H. the Gyalwa Karmapa since December 1969 … and he has taken initiations and Mahamudra teachings from his Holiness and the highest Kagyud Lamas which he has practiced accordingly.“

## Diamantweg-Zentren und -Stiftung
Vom 16. Karmapa, dem 1981 verstorbenen Oberhaupt der Karma-Kagyü-Schule, wurden Hannah und Ole Nydahl 1973 beauftragt, Zentren der Karma-Kagyü-Linie im Westen aufzubauen.  Dem Wunsch des 16. Karmapa folgend, unternahmen Hannah und Ole Nydahl ab 1973 ausgedehnte Vortragsreisen. Inzwischen gibt es 635 buddhistische Zentren bzw. Gruppen des Diamantweg in Europa (davon 139 in Deutschland), Asien, Amerika, Australien und Afrika, die von Ole Nydahl gegründet wurden und unter dem Namen Diamantwegs-Zentren bekannt sind.
In Deutschland wird der Diamantweg hauptsächlich durch die "Buddhismus Stiftung Diamantweg Deutschland" finanziert. Die Stiftung verfügte 2020 laut Satzungsbericht über 12,9 Millionen Euro Kapital. Präsident der Stiftung ist Ole Nydahl.
Die als gemeinnützige anerkannte International Diamond Way Buddhism Foundation of the Karma Kagyu Lineage (IDWBF) ist Eigentümer und Betreiber des Europazentrums sowie weiterer Buddhistischer Diamantwegzentren in Europa und in Südamerika. Ole Nydahl ist spiritueller Leiter der IDWBF und weisungsbefugt. Das Tagesgeschäft der IDWBF führt der Vorstand, unterstützt von einem international besetzten Aufsichtsrat.
Das Ziel der Buddhismus-Stiftung ist die Bewahrung und Förderung der Tradition des Laienbuddhismus, die buddhistische Meditationspraxis mit dem Familien- und Berufsleben verbindet. Zu den jährlich stattfindenden Sommer- und Neujahrskursen kommen regelmäßig Lamas der Kagyü-Linie, darunter Karmapa Thaye Dorje, Shamar Rinpoche, Lopön Tsechu Rinpoche, Lama Jigme Rinpoche, Sherab Gyaltsen Rinpoche, Nedo Rinpoche und andere. Dort halten sie Belehrungen und geben Einweihungen für eine große Anzahl von Teilnehmern.

## Lehrtätigkeit
Nydahl gab Kurse zu verschiedenen Themen, wie zum Mahamudra (Großes Siegel), vermittelten ein tiefes Verständnis des Diamantweg-Buddhismus. 
Eine von ihm weitergegebene Lehre war das Phowa, eine Meditation, die der Vorbereitung auf die Sterbestunde dient und daher im Diamantweg auch Meditation des Bewussten Sterbens genannt wird; diese Kurse gab Nydahl von 1987 bis 2014. Im Jahr 1972 hatte er diese Meditation bei dem Drikung-Kagyü-Lama Ayang Rinpoche erlernt. Die von Ole Nydahl gelehrte Phowa-Variante entstammt der Longchen-Nyingthig-Tradition der Nyingma-Schule.
Ole Nydahl legt Wert darauf, dass seinen Schülern Lehr- und Meditationstexte weitestgehend in ihrer jeweiligen Muttersprache zur Verfügung stehen. Die Schüler Ole Nydahls sind Laien-Buddhisten, die vorwiegend im westlichen Kulturkreis leben, da eine traditionelle Ausbildung in der zölibatären, klösterlichen Zurückziehung seiner Ansicht nach für die westliche Lebensweise wenig geeignet ist. Auch die höchsten Lamas der Kagyü-Linie, wie zum Beispiel Shamar Rinpoche oder Lama Jigme Rinpoche bieten authentische Lehren, die auf zeitgemäße Weise präsentiert werden, für Laien an. Je nach Bedürfnis der Menschen gibt es seit Buddhas Zeiten traditionell den monastischen Weg, den Laien- und den Yogi-Weg.
Der 16. Karmapa bescheinigte Ole Nydahl in Briefen von 1972 und 1978 die Fähigkeit, die Grundlagen der buddhistischen Lehre zu vermitteln und setzte ihn als Leiter der europäischen Karma-Kagyü Zentren ein. In aus den Jahren 1983, 1995 und 2006 datierten Briefen gehen die hochrangigen Kagyü-Autoritäten Khenpo Chödrak Thenpel Rinpoche und Shamar Rinpoche auf seine Lehrqualifikation ein. Im Brief von 1983 bestätigt ihn Shamar Rinpoche als buddhistischen Meister und bescheinigt ihm die Fähigkeit, Meditationen zu leiten und Interessierte in die buddhistischen Lehren einzuführen. In den Briefen von 1995 und 2006 bestätigen ihn Shamar Rinpoche und Khenpo Chödrak Thenpel Rinpoche als Reaktion auf Zweifel an der Rechtmäßigkeit seines Titels als Lama und befinden ihn als zur Weitergabe der buddhistischen Lehre (Dharma) befähigt.
Während seiner Vorträge macht Nydahl auch Aussagen zu Politik und Weltgeschehen, insbesondere zu Themen, denen seiner Meinung nach zu wenig Aufmerksamkeit geschenkt wird. Er begründet das mit der Absicht, zum Nachdenken anzuregen und bei seinen Schülern politisches Verantwortungsbewusstsein zu wecken, das seiner Meinung nach mit der Annahme der buddhistischen Philosophie einhergehen sollte.
So warnt Nydahl unter anderem vor dem globalen Bevölkerungswachstum, denn dieses gehe einher mit allgemeiner Verschlechterung der Lebensbedingungen sowie mit einem Verlust an Menschenwürde. Nydahl sieht einen kulturellen Gegensatz zwischen dem Islam und der westlichen Wertegesellschaft. Er kritisiert eine sich ausbreitende islamische Parallelgesellschaft und Menschenrechtsverletzungen durch die Scharia und Verbrechen, die im Namen Allahs, „dem grausamen Gott“, vollzogen würden. In einem Interview sagte Nydahl: „Judentum und Christentum sind in Ordnung. Vor dem Islam warne ich. Ich kenne den Koran und die Lebensgeschichte Mohammeds und ich glaube wir haben dafür in unserer Gesellschaft keine Verwendung“. Er kritisiert dabei auch die Unterdrückung der Frau im Islam. Während des Jahrestreffens der deutschen Diamantweg-Buddhisten in Immenstadt im Allgäu im Juli 2019 bezeichneten mehrere Lokalpolitiker Nydahl wegen seiner Islamkritik als „rechtsradikal“. Nydahl verwahrt sich gegen die Vorwürfe von Fremdenfeindlichkeit und will seine Äußerungen als Kritik am „politischen Islam“ verstanden wissen; indes trifft er sich mit dem Rechtspopulisten Geert Wilders und spricht eine Wahlempfehlung für die AfD aus. Nydahl bekräftigt: Im Diamantweg-Buddhismus dürfe es „keinen Platz für Rassismus und Diskriminierung geben“. Dieser Selbstbeschreibung Nydahls widerspricht (rechtskräftig) das Handelsgericht in Wien. In dem gerichtlichen Urteil wird Nydahl attestiert „pauschale und islamfeindliche Äußerungen“ zu tätigen, seine „Aussagen werden von einem unbefangenen Durchschnittsleser so verstanden, dass der Kläger [Nydahl] Menschen mit islamischer Kultur feindlich gegenüber steht, sie als ungebildet und als Frauen schlagende und belästigende Menschen abstempelt.“
Seit 1999 werden diese Lehren durch die Deutsche Buddhistische Union (DBU) in einer offenen Stellungnahme kritisiert. Nydahl wurde nicht nur vorgeworfen „auf eingebildete und militaristische Weise zu sprechen, sondern auch rechtslastig, rassistisch, sexistisch und feindselig gegenüber Ausländern zu sein.“ Es gab seit Oktober 2000 direkte Treffen beider Seiten und „obwohl unterschiedliche Sichtweisen deutlich wurden, so zeigten doch beide Seiten Bereitschaft, aus der Vergangenheit zu lernen und Gemeinsamkeiten zu bestärken“. Anfang 2019 eskalierten die Differenzen zwischen BDD und Teilen der DBU. Im Juni 2019 hat der Buddhistische Dachverband Diamantweg (BDD) schließlich seinen Austritt aus der DBU erklärt, um einem Ausschluss zuvorzukommen.
Bee Scherer, selbst ehemaliger Schüler von Ole Nydahl, stellt die Praxis des Diamantweg-Buddhismus und Nydahl in den historischen Kontext der für die Karma-Kagyu-Linie charakteristischen Praxis des Essenz-Mahamudra der indischen Mahasiddhas. Er beschreibt Ole Nydahl und seine Anhänger kritisch als eine „lockere, aufgedreht-gesellige und manchmal recht hedonistisch anmutende Aufmachung des Tibetischen Buddhismus für eine vorwiegend privilegierte Gefolgschaft (= weiß, heterosexuell, körperlich ohne Behinderungen, körperlich normativ, junges bis mittleres Alter, der Mittelklasse angehörig)“.
Der amerikanische Tibetologe Matthew T. Kapstein bescheinigt Ole Nydahl eine „eigene Interpretation und seinen eigenen Stil, die nicht mit der traditionellen Praxis der Kagyü [Tradition] übereinstimmen.“
Im Rahmen seiner Lehrtätigkeit verfasste Ole Nydahl mehrere buddhistische, teils autobiographische Bücher, die in mehreren Sprachen erschienen. Zusätzlich sind auf YouTube mehrere kurze Lehrvideos abrufbar.
Im Karmapa-Konflikt um die Nachfolge des 16. Karmapa, des Linienhalters der Karma-Kagyü-Linie, unterstützt Nydahl Thaye Dorje.

## Privates
In einem Interview im Jahr 2017 erwähnte Ole Nydahl, dass er Vater von zwei Kindern ist. Am 31. August 2019 heirateten Ole Nydahl und Anne Behrend im buddhistischen Zentrum Diamantweg in Těnovice, Tschechien.
Seit 2020 lebt Ole Nydahl vorwiegend im Europazentrum (Allgäu, Deutschland), dem Hauptzentrum des Diamantwegs. Bis dahin bereiste er ständig weite Teile der Welt, um seine Schüler und andere am Buddhismus interessierte Menschen zu unterrichten. 

## Werke
- Lama Ole Nydahl: Die Buddhas vom Dach der Welt, Eugen Diederichs Verlag, München 1986, ISBN 3-424-00664-5; Aurum im Kamphausen Verlag, Bielefeld 2003, ISBN 3-89901-023-X
- Lama Ole Nydahl: Das große Siegel. Die Mahamudra-Sichtweise des Diamantweg-Buddhismus. Joy-Verlag, Oy-Mittelberg 1998, ISBN 3-928554-30-1; Droemer/Knaur, München 2006, ISBN 3-426-87292-7
- Ole Nydahl: Über alle Grenzen. Wie die Buddhas in den Westen kamen. Joy-Verlag, Oy-Mittelberg 2002, ISBN 3-928554-02-6; Kamphausen, Bielefeld 2005, ISBN 3-89901-053-1
- Lama Ole Nydahl: Wie die Dinge sind. Eine zeitgemäße Einführung in die Lehre Buddhas. Joy-Verlag, Oy-Mittelberg 2002, ISBN 3-928554-13-1; Droemer/Knaur, München 2004, ISBN 3-426-87234-X
- Lama Ole Nydahl: Der Buddha und die Liebe. Knaur, München 2005, ISBN 3-426-66692-8
- Lama Ole Nydahl: Vom Reichtum des Geistes. Buddhistische Inspirationen. Knaur MensSana, München 2006, ISBN 3-426-66590-5
- Lama Ole Nydahl: Nützlich sein. Aurum Verlag im J. Kamphausen Verlag, Bielefeld 2011, ISBN 978-3-89901-410-5
- Lama Ole Nydahl: Von Tod und Wiedergeburt. Knaur MensSana, München 2011, ISBN 978-3-426-66598-5
- Lama Ole Nydahl: Die Vier Grundübungen des Diamantwegs. Vorbereitungen auf das Große Siegel. Zeitlose Werte Verlagsgesellschaft mbH 2018, ISBN 978-3-9815295-7-9